# Emil von Schönfels
Emil von Schönfels (Berlino, 2002) è un attore tedesco.

## Biografia
Emil von Schoenfels è nato a Berlino nel 2002.
Dal 2010 ha iniziato a lavorare come attore bambino al Deutschen Theater Berlin. Nel 2014 ha recitato in Dieses Kind. Nel 2015 ha recitato in un adattamento teatrale intitolato Alice, basato su Le avventure di Alice nel Paese delle Meraviglie di Lewis Carroll, diretto da Nora Schlocker.
Ha esordito al cinema nel 2013 con un ruolo da protagonista nel film per bambini Sputnik, ambientato nella DDR. L'anno seguente ha recitato nel film Monuments Men diretto da George Clooney. Ha poi recitato in Elser - 13 minuti che non cambiarono la storia (2015) e Lettere da Berlino (2016). 
In televisione ha recitato nelle serie televisive Sense8, Squadra speciale Lipsia, Babylon Berlin, You Are Wanted, Dogs of Berlin, 14º Distretto e SOKO Potsdam.
Nel 2021 ha recitato nel film Räuberhände diretto da İlker Çatak e tratto dall'omonimo romanzo di Finn-Ole Heinrich. Nel film, nel quale recita al fianco di Mekyas Mulugeta, intrerpreta Janik, uno dei due protagonisti, che, dopo essersi diplomati, intraprendono un viaggio in macchina fino ad Istanbul, dove si dice che viva il padre di uno di essi. Nel film, von Schönfels compare anche brevemente nudo.
All'inizio di aprile 2020, durante le misure di restrinzione per la pandemia di COVID-19 a Berlino, ha girato il suo primo cortometraggio Punk in collaborazione con il Deutsches Theater. Il corto è ispirato al romanzo Memorie dal sottosuolo di Fëdor Dostoevskij ed è interpretato da suo fratello Oskar von Schönfels e da Friedrich von Schönfels.

## Filmografia

### Cinema
- Sputnik, regia di Markus Dietrich (2013)
- Monuments Men (The Monuments Men), regia di George Clooney (2014)
- Elser - 13 minuti che non cambiarono la storia (Elser), regia di Oliver Hirschbiegel (2015)
- Vacuum, regia di Felix Ahrens - cortometraggio (2015)
- Lettere da Berlino (Alone in Berlin), regia di Vincent Perez (2016)
- Vogelfrei, regia di Henning Beckhoff - cortometraggio (2016)
- Timm Thaler oder das verkaufte Lachen, regia di Andreas Dresen (2017)
- Freiheit, regia di Jan Speckenbach (2017)
- Räuberhände, regia di Ilker Çatak (2021)
- Gran Jeté - Sensuale danza dei corpi (Grand Jeté), regia di Isabelle Stever (2022)
- Auf der Strecke, regia di Amos Ostermeier - cortometraggio (2022)

### Televisione
- Sense8 – serie TV, 1 episodio (2015)
- Katharina Luther, regia di Julia von Heinz – film TV (2017)
- Ein Fisch namens Liebe, regia di Hansjörg Thurn – film TV (2017)
- Squadra speciale Lipsia (SOKO Leipzig) – serie TV, 1 episodio (2017)
- Babylon Berlin – serie TV, 10 episodi (2017-2022)
- You Are Wanted – serie TV, 1 episodio (2018)
- Dogs of Berlin – serie TV, 1 episodio (2018)
- 14º Distretto (Großstadtrevier) – serie TV, 1 episodio (2019)
- Der Bulle und das Biest – serie TV, 1 episodio (2019)
- Für Umme - Die Serie – serie TV, 1 episodio (2019)
- Die Heiland: Wir sind Anwalt – serie TV, 1 episodio (2020)
- SOKO Potsdam – serie TV, 1 episodio (2021)
- Nix Festes – serie TV, 2 episodi (2021)
- In aller Freundschaft - Die jungen Ärzte – serie TV, 2 episodi (2022)

## Riconoscimenti
- 2021 – New Faces Award
  - Nomination Miglior giovane attore per Räuberhände

- 2022 – Bavarian Film Awards
  - Miglior giovane attore per Räuberhände (con Mekyas Mulugeta)